# زنبق لیمویی
زنبق لیمویی (نام علمی: Iris  imbricata) یکی از گونه‌های سردهٔ زنبق است. ارتفاع گیاه ۶۰ سانتی‌متر است. ریزوم منشعب خیلی ضخیم و کمرنگ آن نزدیک سطح خاک رشد می‌کند. ویژگی‌های این گونه عبارت است از برگ‌های پهن و تا حدودی سبز مایل به آبی و گل‌های زرد کمرنگ که دارای ریشی از موهای بلند در طول خط میانی آویزه‌های خود هستند. در قسمت‌های مرتفع جنگل یا در بالای جنگل‌های سمت شمالی سلسله جبال البرز روییده و به خصوص در قسمت‌های مرتفع دره چالوس بسیار دیده می‌شود. فصل گلدهی اردیبهشت تا خرداد است.

## منابع

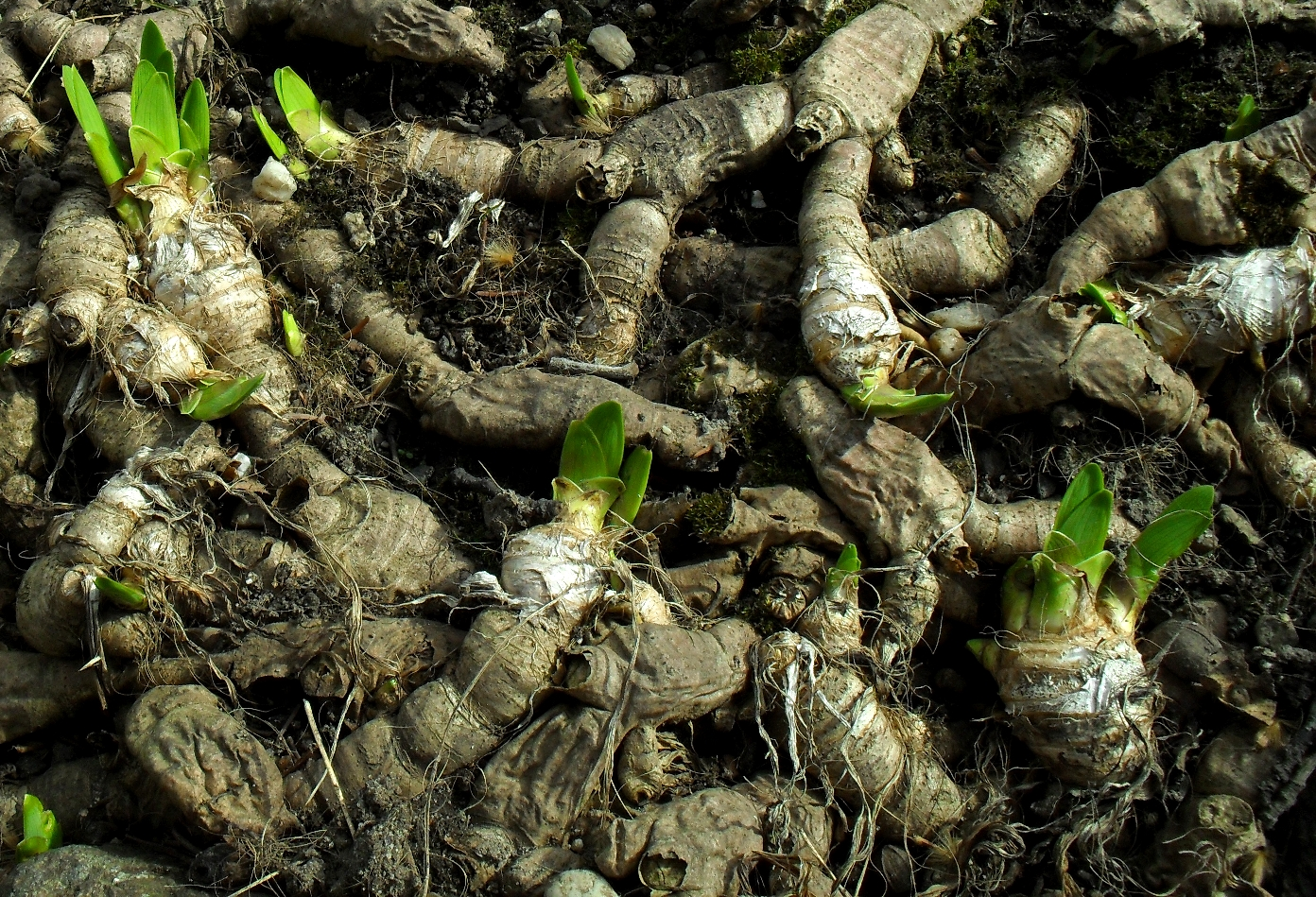
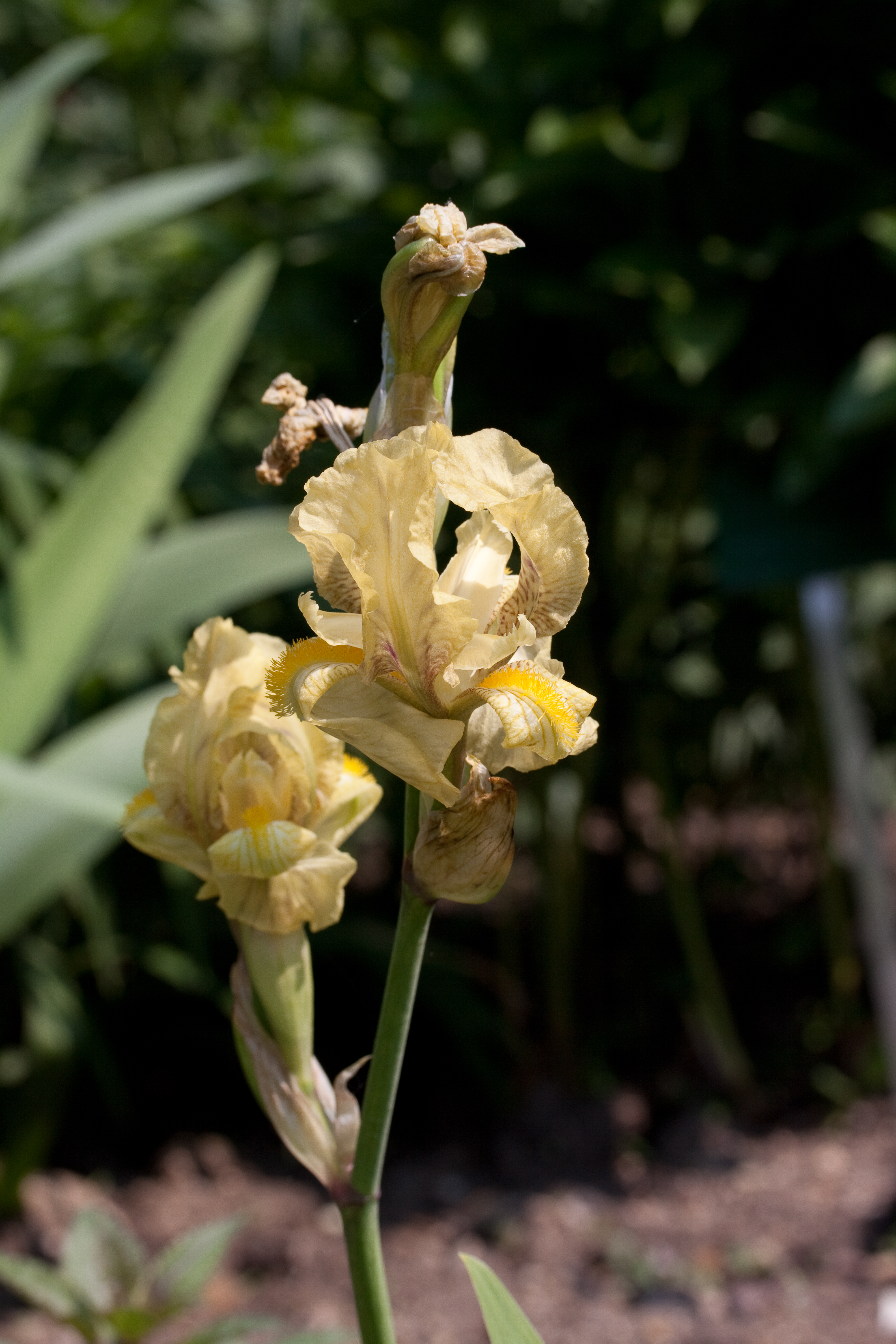
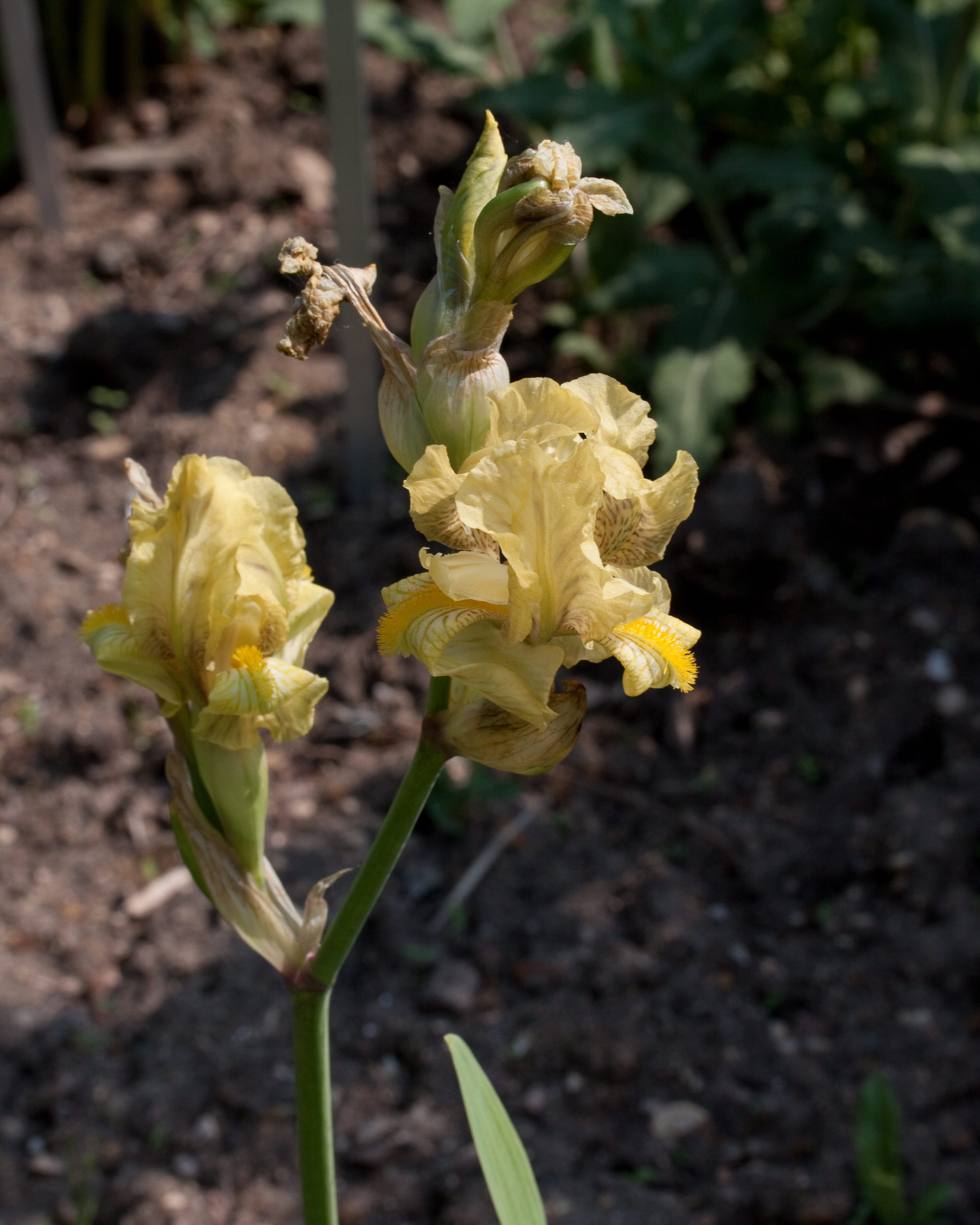